# Варежка (приток Атмиса)
Варежка — река в России, протекает по Пачелмскому и Каменскому районам Пензенской области. Устье реки находится в 68 км по левому берегу реки Атмис. Длина реки составляет 40 км, площадь водосборного бассейна — 278 км².
Река берёт начало из родника у деревни Чулпан юго-западнее посёлка Титово в 17 км юго-восточнее Пачелмы. Исток находится на Керенско-Чембарской возвышенности и лежит на водоразделе Волги и Дона — неподалёку берёт начало река Ворона. Течёт на восток, протекает несколько небольших деревень, а также в нескольких километрах севернее села Кобылкино. Около Кобылкина принимает справа крупнейший приток Синняр (19 км от устья, в водном реестре Синняр назван «река без названия, у с. Кобылкино»). В месте впадения Синняр на Варежке плотина и небольшая запруда. Впадает в Атмис ниже города Каменка. Перед устьем соединена протокой с другим притоком Атмиса — рекой Малый Атмис. Высота устья — 151,0 м над уровнем моря.

## Данные водного реестра
По данным государственного водного реестра России относится к Окскому бассейновому округу, водохозяйственный участок реки — Мокша от истока до водомерного поста города Темников, речной подбассейн реки — Мокша. Речной бассейн реки — Ока.
Код объекта в государственном водном реестре — 09010200112110000026967.